# Sandstrahlgebläse

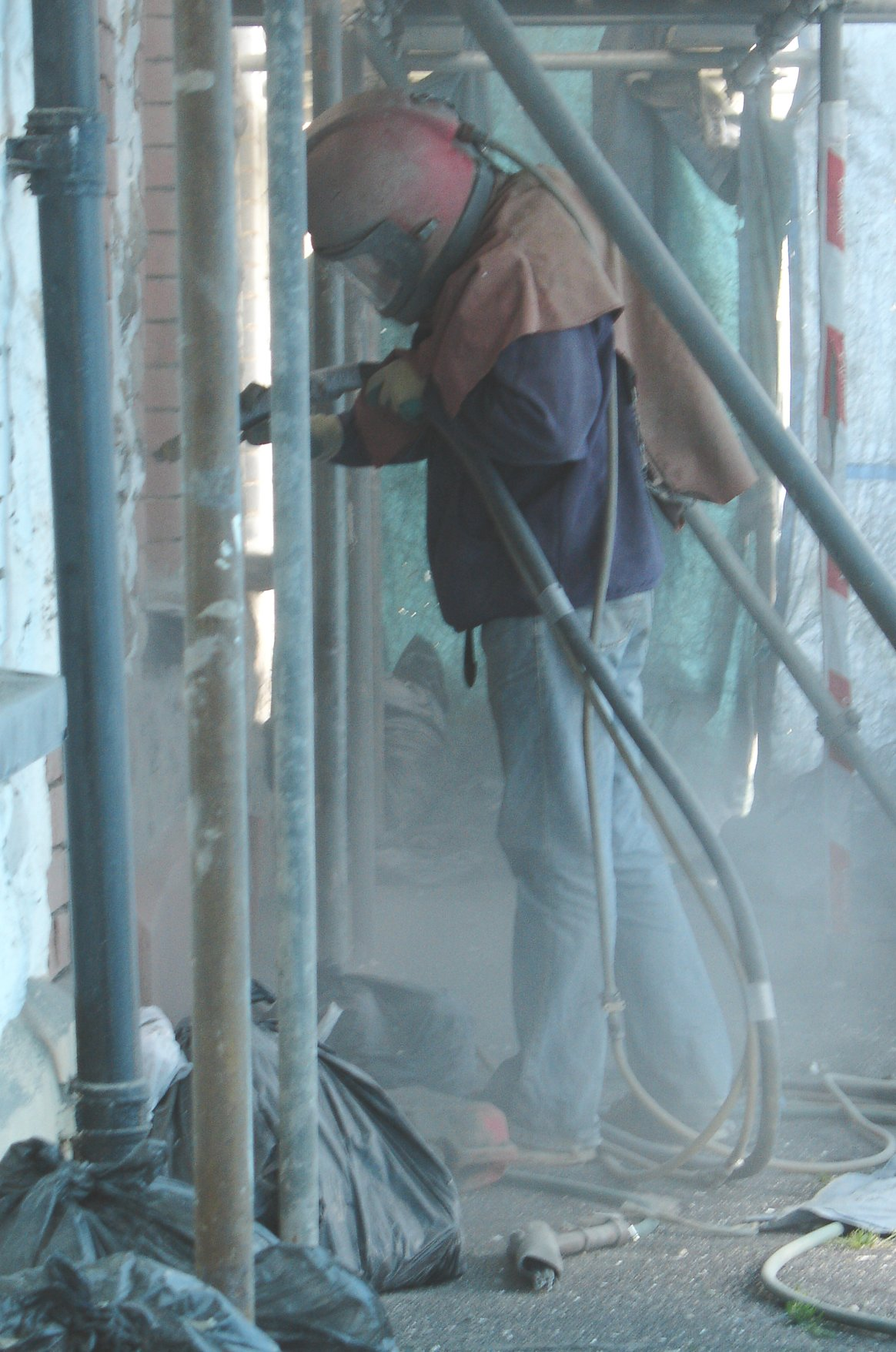
Sandstrahlen einer Wand

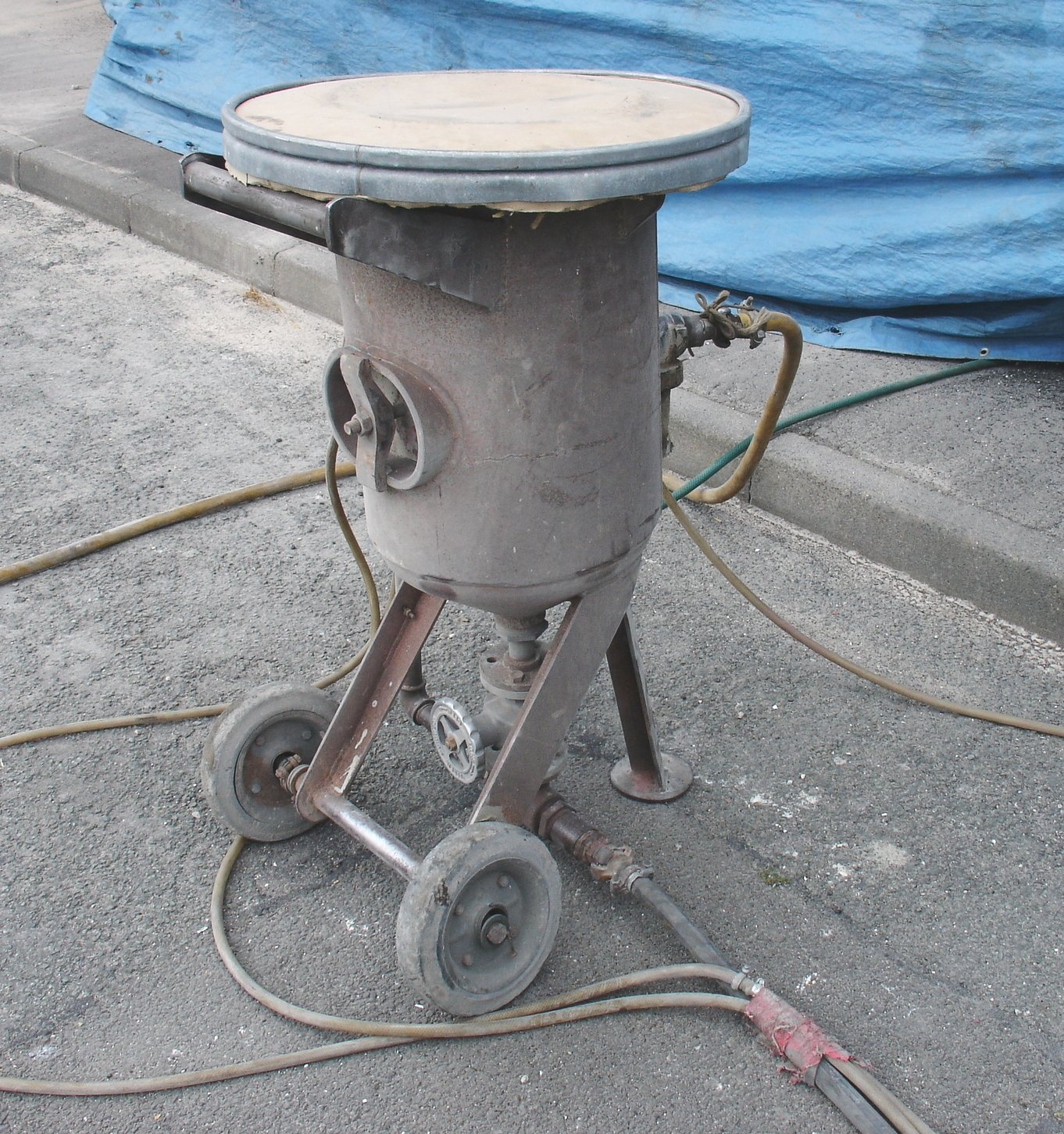
Strahlkessel – Druckbehälter zur Beschickung mit Strahlmittel

Ein Sandstrahlgebläse (ⓘ) ist ein technisches Gerät, mit dem durch Druckluft oder ein Schleuderrad ein Strahlmittel (manchmal Sand, aber heute meistens andere Materialien wie Hochofenschlacke, Glasgranulat, Korund, Stahl, Kunststoffgranulat, Nussschalen, Soda, Eiskristalle, CO2-Schnee-Pellets) auf Gegenstände geblasen wird, um sie von Rost, Farbe, Grat oder Ähnlichem zu befreien oder sie aufzurauen. Die Anwendung des Gerätes nennt man auch Sandstrahlen.

## Funktionsweise
Eine typische Anlage zum „Sandstrahlen“ (siehe Foto, technischer Fachbegriff „Druckluftstrahlen mit festem Strahlmittel“) besteht aus einem mit Strahlmittel gefüllten Druckkessel, welcher „seitlich“ an einen Druckluftschlauch angeschlossen wird. Beim Aktivieren des Gebläses verschließt ein Elastomer-Kegel die Einfüllöffnung. Das Strahlmittel wird dosiert in den Luftstrom abgegeben und durch den Strahlschlauch zur Düse transportiert. Üblich sind heute konische Venturi-Düsen, welche unter der Ausnutzung des Venturi-Effekts das Strahlmittel auf eine höhere Geschwindigkeit beschleunigen als eine zylindrische Düse.
Die Aktivierung/Deaktivierung erfolgt durch ein elektrisches Steuergerät, welches durch einen Totmannschalter bedient wird, um (potentiell tödliche) Verletzungen bei Kontrollverlust zu vermeiden. Früher übliche Luftdruck-Totmannschalter (Schlauchquetsche) sind heute wegen der verzögerten Reaktion nicht mehr im Einsatz.
Es gibt zwar Strahlpistolen, welche die Bedienung mit einem Griff und „Abzug“ ermöglichen, im großtechnischen Einsatz sind jedoch wegen der größeren Flexibilität und Flächenleistung (Effiziente Flächenabdeckung durch schnelles und kraftsparendes Schwingen/Zittern des flexiblen Schlauches) direkt in den Strahlschlauch eingesetzte Schlauchdüsen wesentlich weiter verbreitet.
Kleinere Injektorstrahlgeräte saugen das Strahlmittel aus einem Behälter (siehe Bernoulli-Effekt) in den Luftstrom. Diese Geräte sind leicht und flexibel einsetzbar, verfügen jedoch über eine wesentlich geringere Leistung als Druckkesselanlagen.
Eine Sonderform ist das Feuchtstrahlen, bei welchem an der Düse in geringen Mengen Wasser in den Luftstrom abgegeben wird, um die Staubentwicklung zu verringern. Auf zu beschichtenden Stahlflächen ist dies jedoch u. U. problematisch, da die Flächen sehr schnell Flugrost ansetzen und somit nur mit speziellen Beschichtungsstoffen gearbeitet werden kann.

## Zusätzliche Informationen
Da viele Strahlmittel hygroskopisch sind, also Feuchtigkeit (auch Luftfeuchtigkeit) aufnehmen, wird bei Sandstrahlgebläsen und Sandstrahlkesseln trockene Luft benötigt. Die von einem Kompressor bereitgestellte Druckluft kann nur zum Sandstrahlen verwendet werden, wenn sie zuvor gekühlt und getrocknet wurde.
Das Strahlen mit Quarzsand ist in Deutschland seitens der Berufsgenossenschaft für Gewerbebetriebe untersagt, da Quarzfeinstaub zu Silikose (umgangssprachlich auch Staublunge) führt. Aus diesem Grunde werden heute als Alternativen verschiedene nichtsilikogene Strahlmittel, im einfachsten Falle Schmelzkammerschlacke, verwendet.
Das sogenannte „Schlämmstrahlen“ (umgangssprachlich; genauer „Wasserwaschen mit festem Strahlmittel“) ist ein Wasserwaschen mit unterschiedlichen Druck (umgangssprachlich „Kärchern“), bei welchem dem Wasser ein Strahlmittel zugesetzt wird, um eine abrasive Wirkung zu erzielen. Dieses Verfahren gehört nicht zum Druckluftstrahlen und ist nicht Gegenstand dieses Artikels.
Sandstrahlgebläse werden auch in der Kunst zur Bearbeitung von Gegenständen eingesetzt; dort Sandstrahltechnik genannt.
Dazu zählt auch das Sandstrahlen von Glas, bei dem klares Glas, z. B. bei Innentüren, ganz- oder teilflächig mattiert werden kann.

## Trockeneisstrahlen
Ein alternatives Verfahren ist Trockeneisstrahlen. Hierbei wird Trockeneis als Strahlmittel verwendet.

## Geschichte
Das Sandstrahlgebläse wurde 1870 vom US-Amerikaner Benjamin C. Tilghman erfunden und basiert auf der Grundlage der Strahlpumpe. Tilghman war Offizier im Sezessionskrieg und kam an einem Gehöft vorbei, bei welchem auf einer Seite des Hauses alle Fenster matt waren anstatt durchsichtig. Auf seine Frage, wie es dazu gekommen wäre, wurde ihm mitgeteilt, dass sehr häufig ein scharfer Wind von einer Anhöhe auf das Gehöft blase, welcher eine Menge an feinem Quarzsand mitnehme. Dies brachte ihn auf die Idee vom Sandstrahlgebläse, welches er nach dem Krieg industriell verwirklichte. Die ersten Anwendungen waren matte Figuren, die auf glänzenden Grund aufgetragen wurden.
Beim Schlämmstrahlen wird das Strahlmittel bis zur Sättigung mit Wasser angereichert. Im Gegensatz zu Strahlgebläsen für trockene Strahlmittel erzeugt das Schlämmstrahlen mit feuchten bzw. durchnässten Strahlmitteln eine weitaus geringere Staubbelastung für das Strahlpersonal wie auch für die Umwelt. Ein weiterer Vorteil gegenüber dem Trockenstrahlen ist die Wiederverwendbarkeit des Strahlmittels. Das erste Patent für ein Strahlsystem nach diesem Verfahren wurde 1994 durch Hubert Busch aus dem rheinischen Langenfeld angemeldet und vom Deutschen Patentamt erteilt.
Im gleichen Jahr wurde das Niederdruckverfahren von Karl Schmidt entwickelt. Dieses Verfahren eignet sich zur schonenden Sanierung von Oberflächen unterschiedlichster Art mit allen handelsüblichen Granulaten – besonders für das Baugewerbe sowie für Steinmetze und Restauratoren. Die schonende Reinigung mit niedrigem Strahldruck, wenn die Körner im 45- bis 90°-Winkel kontrolliert und gezielt auftreffen, bewirkt ein gleichmäßiges Strahlbild.